# ティム・ハリッカラ
- ティム・ハリカラ

ティモシー・アラン・ハリッカラ（Timothy Allan Harikkala, 1971年7月15日 - ）は、アメリカ合衆国フロリダ州パームビーチ郡ウェストパームビーチ出身の元プロ野球選手（投手）。右投右打。
メディアによっては「ハリカラ」と表記されることもある。

## 経歴
1992年のMLBドラフト34巡目（全体950位）でシアトル・マリナーズから指名され、プロ入り。
1995年5月27日のボルチモア・オリオールズ戦でメジャーデビューも、6失点を喫し、再びマイナー暮らしとなる。その後の8年間、メジャーでは1996年に1試合、1999年に7試合登板した以外はマイナーリーグやメキシカンリーグのオアハカ・ウォーリアーズ（2003年）でプレーした。
2004年、コロラド・ロッキーズで5年ぶりのメジャー復帰を果たし、55試合に登板した。
2005年はオークランド・アスレチックスで開幕を迎えたが、シーズン途中の7月6日に、不振により退団したルーサー・ハックマンの代役としてKBOリーグのサムスン・ライオンズと契約した。サムスンでは在籍2年間ともに韓国シリーズ優勝を経験しており、2年目の2006年には11勝を挙げている。また、東京ドームで行われたアジアシリーズでも2年連続で登板している。同年オフに退団し、12月11日にLGツインズに移籍した。
2007年は故障で成績が振るわず、シーズン途中の7月12日に退団した。退団後はアメリカに戻ってロッキーズとマイナー契約を結んで8月に昇格するも、唯一の登板試合（8月12日のシカゴ・カブス戦）は先発して3.1回を3失点だった。なお、この試合がメジャーでの最後の登板となった。
以降は2008年は再びオアハカでプレー。5月にはCPBLの興農ブルズと契約したものの、入団して間もなく家庭の事情で帰国し、そのまま退団となった。2009年は独立リーグ・アトランティックリーグのヨーク・レボリューションでプレー。8月にはCPBLの兄弟エレファンツに入団したものの、外国人枠の関係で登板機会がなく、僅か半月で退団となった。2010年は再びヨーク・レボリューションでプレーした。
引退した2010年からはウィスコンシン州で高校野球の指導者として活動している。

## 詳細情報

### 背番号
- 39（1995年 - 1996年）
- 56（1999年）
- 46（2004年）
- 49（2005年 - 同年途中、2007年途中 - 同年終了）
- 44（2005年途中 - 2006年）
- 58（2007年 - 同年途中）
- 32（2009年）